# Челябінський тракторний завод

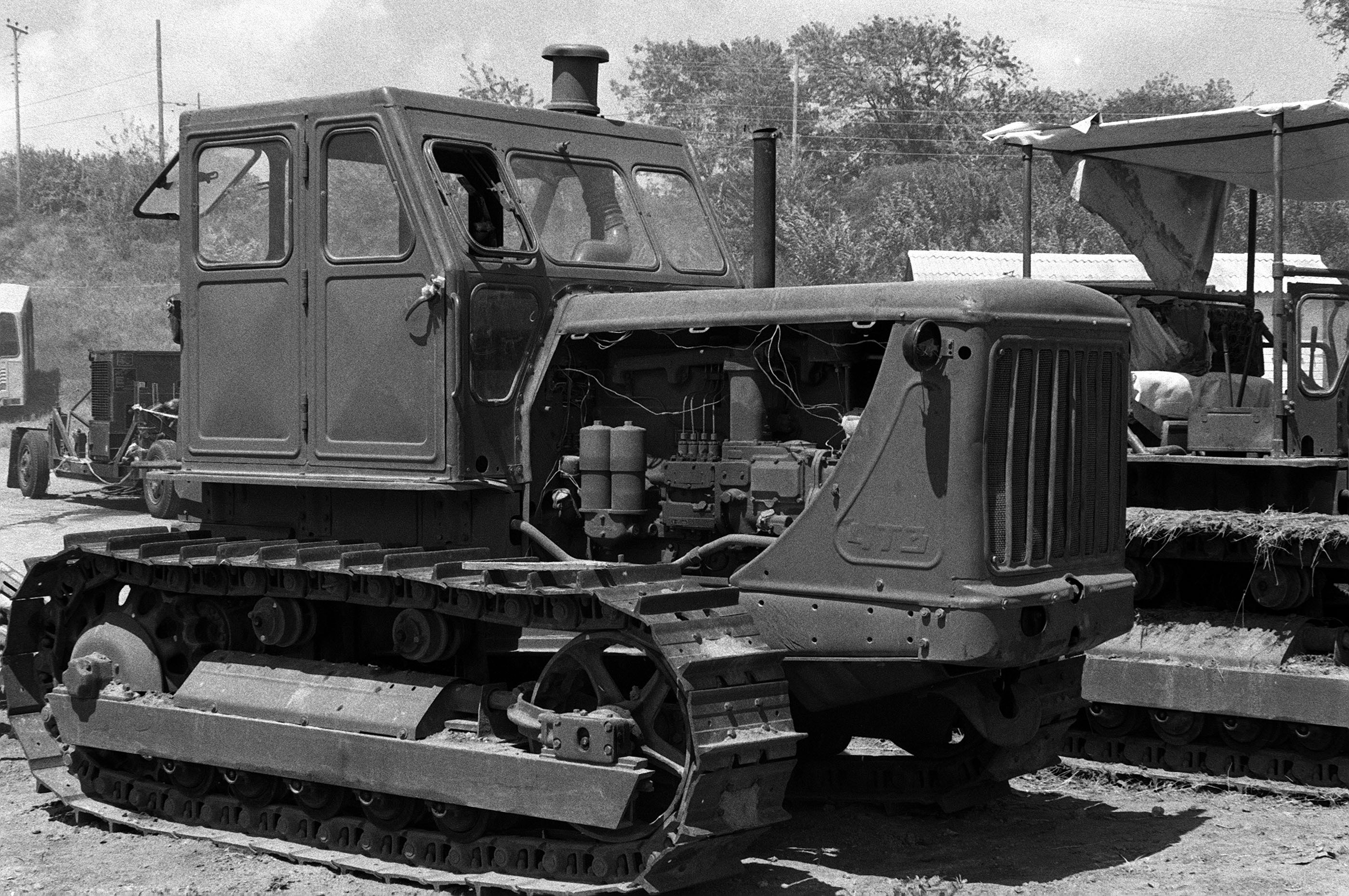
Трактор Т-100

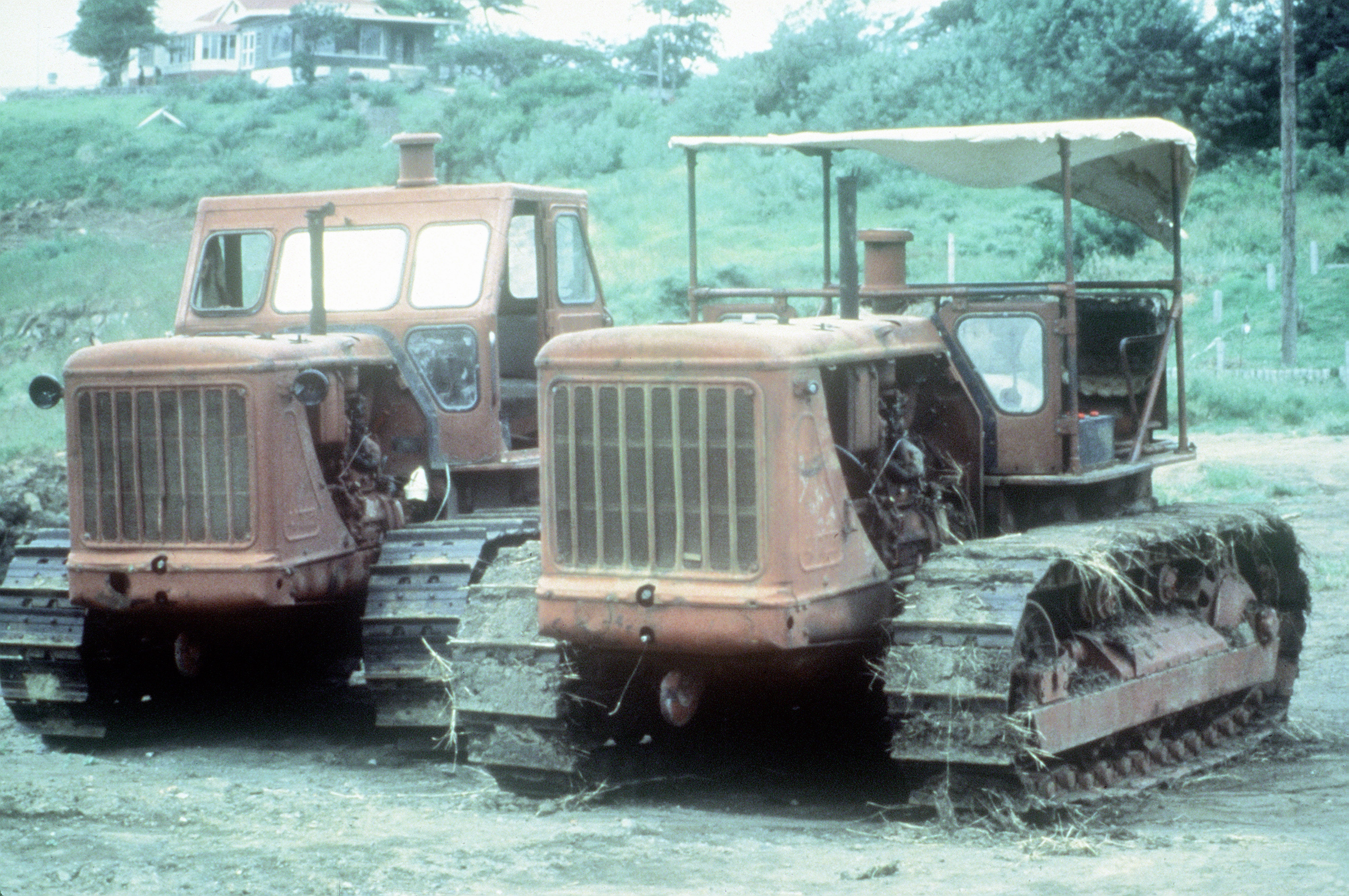
Трактори Т-100 і Т-108

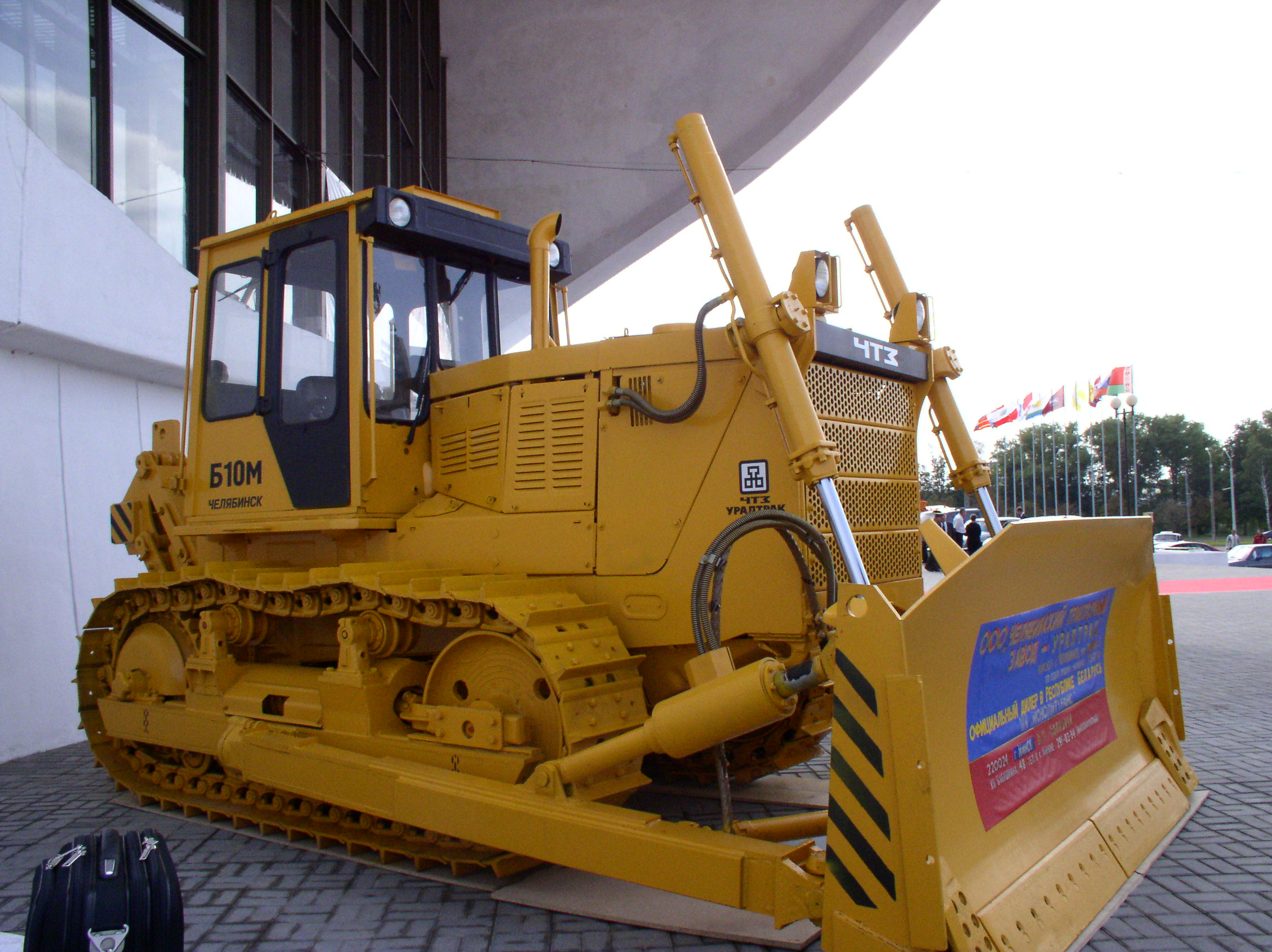
Бульдозер Б-10M

Челябінський тракторний завод (рос. Челябинский тракторный завод) — одне з найбільших у Росії машинобудівних підприємств з виробництва колісної та гусеничної техніки сільськогосподарського та промислового загального призначення, військової техніки, а також двигунів внутрішнього згоряння, запасних частин та іншої високотехнологічної машинобудівної продукції.

### Сільськогосподарські трактори та бульдозери
- Сталінець-60
- Сталінець-65
- Сталінець-80
- Сталінець-100
- ДЕТ-250
- Т-100 (трактор)
- Т-130
- Т-220
- Т-800 (трактор)
- Б-10M
- Б-10M

### Військова техніка
- Сталінець-2
- КВ-1
- КВ-1С
- Т-10
- ІС-2
- КВ-8
- КВ-13
- К-90 (танк)
- СУ-152
- ІСУ-152
- ІСУ-122
- ІСУ-122С
- Об'єкт 785

## Пожежа на ЧТЗ
26 листопада 2023 року на Челябінському тракторному заводі трапилася велика пожежа. Перед загорянням попередньо місцяни чули вибух. У місцевих Telegram-каналах повідомлялося, що в будинках міста зникло світло. Російські надзвичайники заявили про загоряння трансформатора. Згодом там сказали, що ліквідували відкриту пожежу на площі 40 м². На місце події залучалися 6 пожежних машин та 2 «швидкі».